# Chile az 1994. évi téli olimpiai játékokon
Chile a norvégiai Lillehammerben megrendezett 1994. évi téli olimpiai játékok egyik részt vevő nemzete volt. Az országot az olimpián 1 sportágban 3 sportoló képviselte, akik érmet nem szereztek.

## Alpesisí
Férfi
| Versenyző        | Versenyszám            | Eredmény      | Helyezés      |
| ---------------- | ---------------------- | ------------- | ------------- |
| Nils Linneberg   | Lesiklás               | 1:49,80       | 42.           |
| Nils Linneberg   | Szuperóriás-műlesiklás | nem ért célba | nem ért célba |
| Diego Margozzini | Lesiklás               | 1:55,32       | 49.           |
| Alexis Racloz    | Szuperóriás-műlesiklás | 1:41,12       | 47.           |

| Versenyző        | Versenyszám | Lesiklás | Lesiklás | Műlesiklás    | Műlesiklás    | Műlesiklás | Műlesiklás | Műlesiklás | Műlesiklás | Összesítés | Összesítés |
| Versenyző        | Versenyszám | Lesiklás | Lesiklás | 1. futam      | 1. futam      | 2. futam   | 2. futam   | Össz.      | Össz.      | Összesítés | Összesítés |
| Versenyző        | Versenyszám | Idő      | Hely.    | Idő           | Hely.         | Idő        | Hely.      | Idő        | Hely.      | Idő        | Helyezés   |
| ---------------- | ----------- | -------- | -------- | ------------- | ------------- | ---------- | ---------- | ---------- | ---------- | ---------- | ---------- |
| Nils Linneberg   | Összetett   | 1:40,84  | 35.      | 1:00,36       | 36.           | kizárták   | kizárták   | kiesett    | kiesett    | kiesett    | kiesett    |
| Diego Margozzini | Összetett   | 1:45,07  | 51.      | 59,68         | 35.           | 57,64      | 32.        | 1:57,32    | 31.        | 3:42,39    | 32.        |
| Alexis Racloz    | Összetett   | 1:45,67  | 53.      | nem ért célba | nem ért célba | kiesett    | kiesett    | kiesett    | kiesett    | kiesett    | kiesett    |